# Sara Corning
Sara Corning (16 de março de 1872 – 5 de maio de 1969) foi uma enfermeira canadense e humanitária no Mediterrâneo durante a Guerra Greco-Turca que fundou orfanatos para crianças gregas e armênias.

## Infância e educação
Sara Corning nasceu em Chegoggin, Nova Escócia, filha do Capitão Samuel e Delilah (Churchill) Corning. Corning formou-se como enfermeira em New Hampshire, sendo listada como graduada pela Escola de Enfermagem do Mary Hitchcock Memorial Hospital em Hanover, em 1899.

## Carreira
Após o treinamento no hospital em Hanover, Sara provavelmente trabalhou como enfermeira em New Hampshire por quase 20 anos.
Em 1918, Corning se juntou à Cruz Vermelha Americana durante a Primeira Guerra Mundial e posteriormente assinou contrato com a Fundação Oriente Médio. Apesar do Armistício, a Guerra Greco-Turca continuou. Em 1919, Corning foi destacado para um orfanato perto de Yerevan, na recém-declarada República da Armênia. Em seguida, ela trabalhou como assistente humanitária no Colégio Anatolia, em Merzifon, na Turquia. Em 1922, Corning viajou para Constantinopla, onde ficava a sede da Fundação Oriente Médio.
No final de 1922, Corning foi enviado para Esmirna. Enquanto o exército turco capturava a cidade, Corning reuniu crianças órfãs e as levou através da cidade até um local seguro, a bordo de um navio americano, de onde foram levadas para Constantinopla (atualmente Istambul). Ela é creditada por salvar mais de 5.000 crianças armênias durante as suas atividades. Mais tarde, Corning fundou um orfanato para crianças na ilha grega de Siro. Ela adotou pessoalmente cinco meninas órfãs da Grécia e financiou sua educação e outras necessidades.
A junho de 1923, o Rei Jorge II da Grécia concedeu-lhe a Ordem dos Cavaleiros de São Xavier pela sua coragem e bravura durante as suas ações ao serviço médico.
Após a guerra, Corning retornou a Turquia e continuou trabalhando no Colégio Anatolia até seu fechamento em 1930.

## Morte
Sara Corning aposentou-se mais tarde e voltou para a casa de sua infância na Nova Escócia, morrendo em Yarmouth em 5 de maio de 1969.

## Reconhecimento póstumo

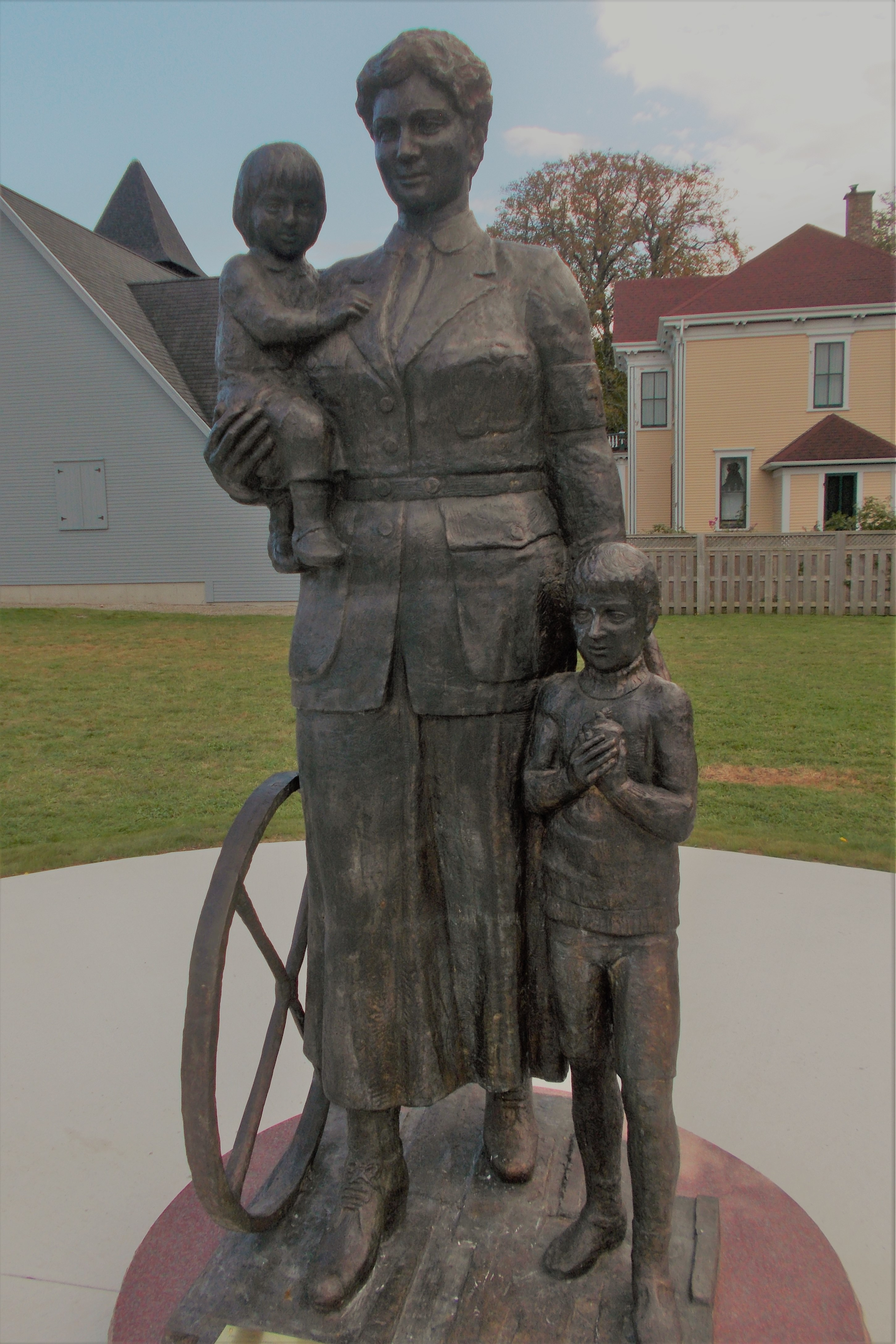
Estátua de Corning e crianças refugiadas, criada por Garen Bedrossian

Em 2004, Karekin II, o atual Católico de Todos os Armênios, o chefe supremo da Igreja Apostólica Armênia, deu uma Mensagem de Bênção, que continha uma homenagem a Corning por suas ações durante a vida.
Ela é a homônima/patrona do Centro Sara Corning para Educação sobre Genocídio em Toronto, Ontário. É também homenageada no Museu e Arquivos do Condado de Yarmouth com uma estatua e na Sociedade Sara Corning (ambos localizados na Nova Escócia, Canadá).
Em uma cerimônia a 14 de setembro de 2019, com a presença do Honorável Arthur LeBlanc, Tenente Governador da Nova Escócia desde 2017, e de Anahit Harutyunyan, embaixadora da Armênia no Canadá desde 2018, a Sara Corning Society inaugurou uma estátua de Corning atrás do complexo do Museu e Arquivo do Condado de Yarmouth, no antigo local da Igreja Batista Unida de Zion, que Sara Corning frequentou durante a sua vida na região. A estátua é um elemento permanente no exterior do Museu.

## Links externos
Media relacionados com Sara Corning no Wikimedia Commons